# HD128661
HD128661 — хімічно пекулярна зоря спектрального класу A0, що має видиму зоряну величину в смузі V приблизно  7,0.
Вона  розташована на відстані близько 418,1 світлових років від Сонця.